# Lucio Pozzi
Lucio Pozzi (* 1935 in Mailand) ist ein italienisch- US-amerikanischer Maler und Konzeptkünstler.

## Leben und Werk
Lucio Pozzi wurde 1935 in Norditalien geboren. Er studierte Architektur in Mailand und hielt sich mehrere Jahre in Rom auf. Dort hatte er Kontakt zu dem Bildhauer Michael Noble, den seine Mutter geheiratet hatte, und dessen Galeristen Gino Ghiringhelli. Pozzis 1959 geschlossene Ehe mit der italienischen Schriftstellerin Dacia Maraini wurde nach wenigen Jahren geschieden.
Als Gast des Henry Kissinger's Harvard International Summer Seminar reiste Lucio Pozzi 1962 in die USA und lebt und arbeitet seitdem in New York City und Valeggio sul Mincio. Pozzi lehrte an der Cooper Union, der Yale School of Art, der Princeton University, dem Maryland Institute College of Art und der School of Visual Arts. Er publizierte zahlreiche Texte in den USA und Europa.
Pozzis Werk variiert von kleinen, figurativen Malereien über Landschaften bis zu Graffiti ähnlichen, großformatigen Zeichnungen. Er arbeitet ebenso mit den Medien Video, Performance, Installation und Skulptur.
1983 wurde Pozzi mit dem National Endowment for the Arts ausgezeichnet.

## Ausstellungen
- 1983 Badischer Kunstverein, Karlsruhe
- 1982 Kunsthalle Bielefeld, Bielefeld
- 1980 Biennale di Venezia (Amerikanischer Pavillon)
- 1978 Video Series Museum of Modern Art[6]
- 1977 documenta 6, Kassel[7]

## Sammlungen
Lucio Pozzis Werk befindet sich unter anderem in den Sammlungen des The Museum of Modern Art, Whitney Museum of American Art, Detroit Institute of Arts, Museum of Contemporary Art (Chicago), Art Gallery of Ontario und des Fogg Art Museum.